# Mnogaja Leta Quartet

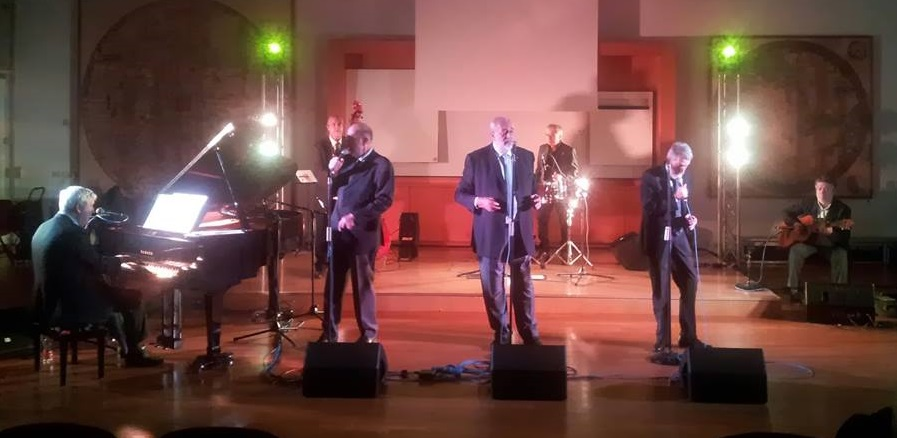
I Mnogaja Leta in concerto nel 2015

Mnògaja Leta Quartet è un quartetto vocale milanese attivo dal 1961.

## Carriera e repertorio
Dopo le prime esperienze musicali e concertistiche nel repertorio popolare italiano (canti di montagna - sulle orme del Coro della SAT - e poi canti per bambini, canzoni religiose, laude medievali, canzoni milanesi, ...) ed estero (canti di tradizioni popolari africane, sudamericane, brani della liturgia bizantina) da più di sessant'anni si dedicano quasi esclusivamente ai canti della tradizione negro-spiritual, partendo dallo stile del Golden Gate Quartet ("I Golden Gate sono sicuramente stati la formazione che ci ha fatto innamorare del genere. Hanno cominciato a cantare nel 1934 e noi solo nel 1961, appunto... Erano proprio i nostri modelli") ed arrivando a creare un'affascinante stile loro peculiare. "Sono dei semplici (ma fedelissimi) innamorati dello spiritual, una delle culle del jazz. Ne sono innamorati perché cantarlo in quartetto vocale, due tenori e due bassi, è un gran divertimento per loro e per chi li ascolta; ed egualmente perché è un'esperienza indimenticabile di bellezza, che coinvolge (e anche nella musica nera non è sempre così) spirito e corpo, contemplazione e voglia di swingare".
Il quartetto nasce tra i banchi del Liceo Carducci di Milano. Originale la scelta del nome, datata 1966 (prima di allora qualcuno li chiamava "Gli Alpini del Mississippi"): "Mnogaja Leta" è un augurio che troviamo a conclusione della liturgia bizantino-slava (brano che loro quattro avevano inizialmente in repertorio), spesso tradotto in "tanti auguri", ma più propriamente paragonabile al latino "Ad multos annos". Dicono in un'intervista: "È un augurio che (...) abbiamo preso come curiosità e invece ci ha anche portato fortuna".

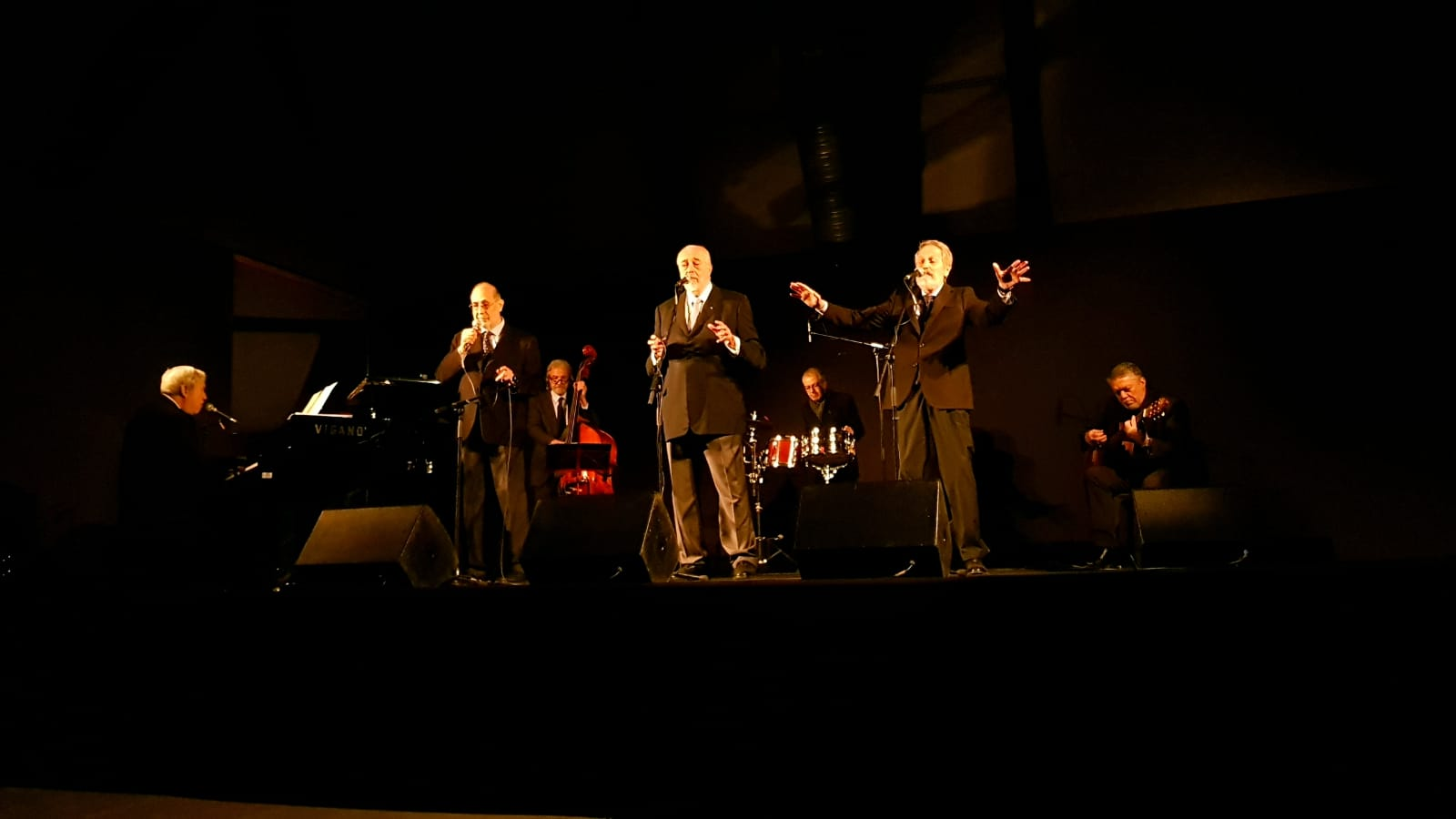
I Mnogaja Leta in concerto, aprile 2019

Hanno cantato in teatri, chiese, castelli, corti, piazze, auditorium, palazzetti sportivi, sia in Italia che all'estero, e hanno partecipato alle più importanti rassegne italiane dedicate alla musica popolare afroamericana (una su tutte quella di Caldonazzo in Trentino, ma anche Varazze, San Benedetto, Varese, Como, Foggia, ...). Nel dicembre 2016 il quartetto ha raggiunto quota 1.000 concerti.
Il quartetto non ha mai cambiato formazione: sin dall'inizio è formato dai tenori Luciano Gattinoni e Nino Giagnoni, e dai i bassi Maurizio Mauri e Alberto Vigevani. Accanto a loro, nel tempo si sono invece alternati diversi strumentisti: Amleto Zonca, Gil Cuppini, Tullio De Piscopo, per tanti anni Marco Ratti, Bruno De Filippi, Renato Sellani, Cesare Poggi, Giorgio Azzolini, Tojo Regazzola, Luca Gattinoni, Antonella Mazza, Sergio Farina, Ernesto Verardi, Carlo Milano, ... Ad oggi accompagnano il quartetto: alla batteria Vanni Stefanini (dal 1988), alla chitarra Giovanni Vergani (dal 1986), al contrabbasso Riccardo Vigorè (dal 2003), al pianoforte lo stesso Luciano Gattinoni (dal 1977).
Hanno all'attivo una solida produzione discografica - una collaborazione storica con la Rusty Records di Gianni Rugginenti - dagli anni sessanta ad oggi, sia nel genere negro spirituals che in altri repertori(canzoni popolari milanesi, canzoni religiose, canzoni per bambini), e sono stati più di una trentina di volte presenti sulla scena televisiva (RAI, Canale 5, Rete 4, TV Svizzera, varie TV locali) e radiofonica (ad esempio Radio Europa Jazz).
Nel dicembre 2011 il quartetto viene insignito della benemerenza civica dell'Ambrogino d'Oro dal Comune di Milano (vedi https://www.youtube.com/watch?v=azcSOXW7-P0) con la seguente motivazione: "Da cinquant'anni i musicisti riuniti nel quartetto Mnogaja Leta hanno interpretato nella nostra città le migliori tradizioni di musica popolare, spiritual e gospel. Un impegno di grande valore culturale che il quartetto ha saputo unire ad un profondo messaggio umano e spirituale. Protagonisti di memorabili tournée in Italia e all'estero e autori di dischi di altissimo livello artistico, hanno contribuito a diffondere a Milano e in Italia un'immagine nobile e colta della musica come strumento di comunione tra i popoli".
Nel 2019 festeggiano più di cinquant'anni di carriera con la pubblicazione di un bel libro monografico, a cura di Andrea Pedrinelli.

## Discografia
45 giri
- Pim Pam/Lui m'ha dato, 45 giri Rusty Records (1967)
- Mondo nuovo/La traccia, 45 giri Rusty Records (1967)
- Down by the riverside/You'll never walk alone, 45 giri Rusty Records (1969)
- La carovana/la baleniera, 45 giri Giunti/Nardini (1974)
- Il pesce rosso/Sinfonia sull'Ararat, 45 giri Giunti/Nardini (1974)

33 giri
- Old time religion, 33 giri Rusty Records (1967)
- Canti della Gloria, 33 giri Rusty Records (1968)
- Kumbaja, 33 giri Rusty Records (1972)
- Canti cristiani, 33 giri Rusty Records (1972)
- Good News, 33 giri Rusty Records (1987)

CD
- Freedom, CD Rugginenti (1989)
- When the saints, CD Rugginenti (1989)
- Milano, CD Rugginenti (2012)
- Milano vol. 2, CD Rugginenti (2015)
- Mnogaja Leta - 57 anni (molto) felici, 2 CD allegati al libro omonimo (2019)

Video
- Mnogaja Leta Quartet in concert, VHS Rugginenti (1991)
- Live in Caldonazzo, DVD Rugginenti (2005)